# Sosonka (Vinnytsia)
Pour les articles homonymes, voir Sosonka.
Sosonka est un village ukrainien de l’oblast de Vinnytsia.